# Konstantin Konstantinowitsch Konstantinow

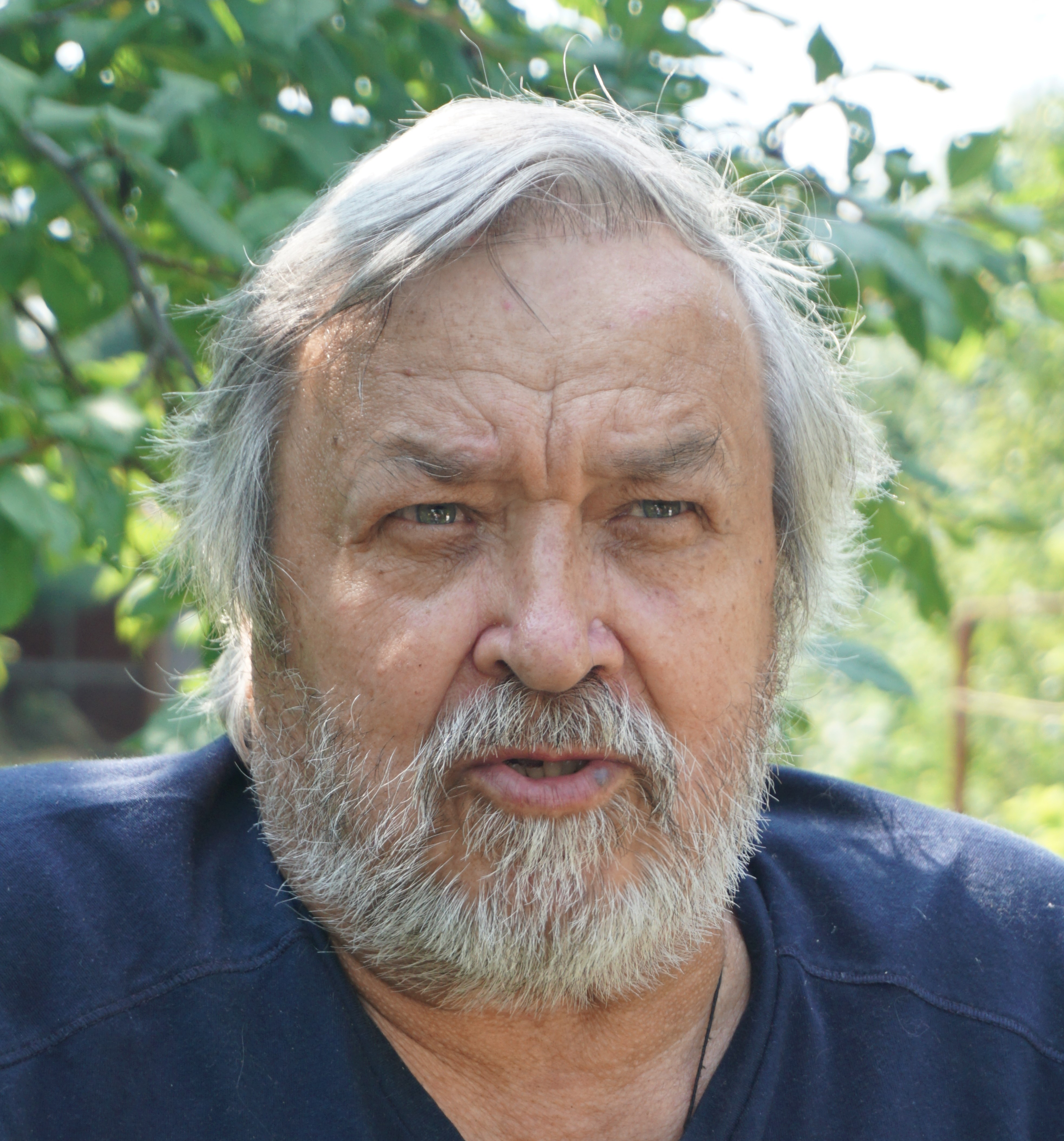
Konstantin Konstantinowitsch Konstantinow (August 2020)

Konstantin Konstantinowitsch Konstantinow (russisch Константин Константинович Константинов; * 10. Februar 1943 in Mary, Turkmenische SSR) ist ein sowjetisch-moldauisch-russischer Bildhauer.

## Leben
Konstantinows Eltern waren die moldauischen Theater- und Filmschauspieler Konstantin Konstantinow und Jekaterina Kasimirowa. 1944 im andauernden Deutsch-Sowjetischen Krieg kam die Familie nach Kischinau, nachdem die Stadt im August 1944 von der Roten Armee besetzt worden war. Gäste im Haus Konstantinows waren Schauspieler, Musiker, Dichter und Künstler. 1949 kam Konstantinow in die russische Schule. Er besuchte auch eine Musikschule und spielte Geige und Cello. Seit seiner frühen Kindheit zeichnete und formte er. Sein Vater brachte ihn zum Bildhauer Lasar Dubinowski, der ihn zur Bildhauerei ermutigte. Nach der achtklassigen Schule kam er 1958 in die Repin-Republik-Kunstschule in Kischinau. Nach dem dritten Jahreskurs erhielt er das Lenin-Stipendium. Nach dem Schulabschluss 1963 mit Auszeichnung begann er das Studium an der Moskauer Kunst-Gewerbe-Hochschule (gegenwärtig Moskauer Staatliche Stroganow-Kunst-Gewerbe-Akademie) in der Abteilung für Monumental- und Dekorativ-Bildhauerei. Seine Lehrer waren Gwriil Schulz, Saul Rabinowitsch und Alexander Burganow.
Nach dem Abschluss des Studiums 1968 kehrte Konstantinow nach Kischinau zurück und unterrichtete an der Repin-Republik-Kunstschule. 1969 wurde er Mitglied der Union der Künstler der UdSSR. 1970 kehrte er nach Moskau zurück. Er nahm an mehr als 150 Ausstellungen teil. Er beteiligte sich am Wiederaufbau der Moskauer Christ-Erlöser-Kathedrale und schuf für das kleine linke Portal die Hautreliefs des Fürsten Wladimir I. und der Fürstin Olga.
Werke Konstantinows befinden sich in der Tretjakow-Galerie, in Museen in der Republik Moldau, in der Ukraine und in anderen Ländern der Gemeinschaft Unabhängiger Staaten sowie auch in privaten Kunstgalerien in den USA, in Japan, Rumänien, in der Ukraine, der Türkei, in Deutschland und in Israel.

## Ehrungen, Preise
- Om Emerit der Republik Moldau (2015)[5]
- Maestru în Artă der Republik Moldau (2020)[6]

## Werke (Auswahl)

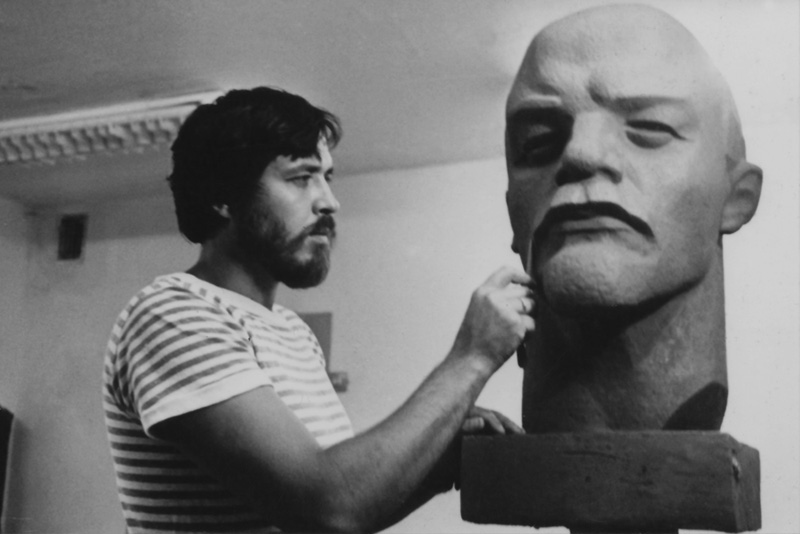
Konstantinow formt eine Büste (1972)
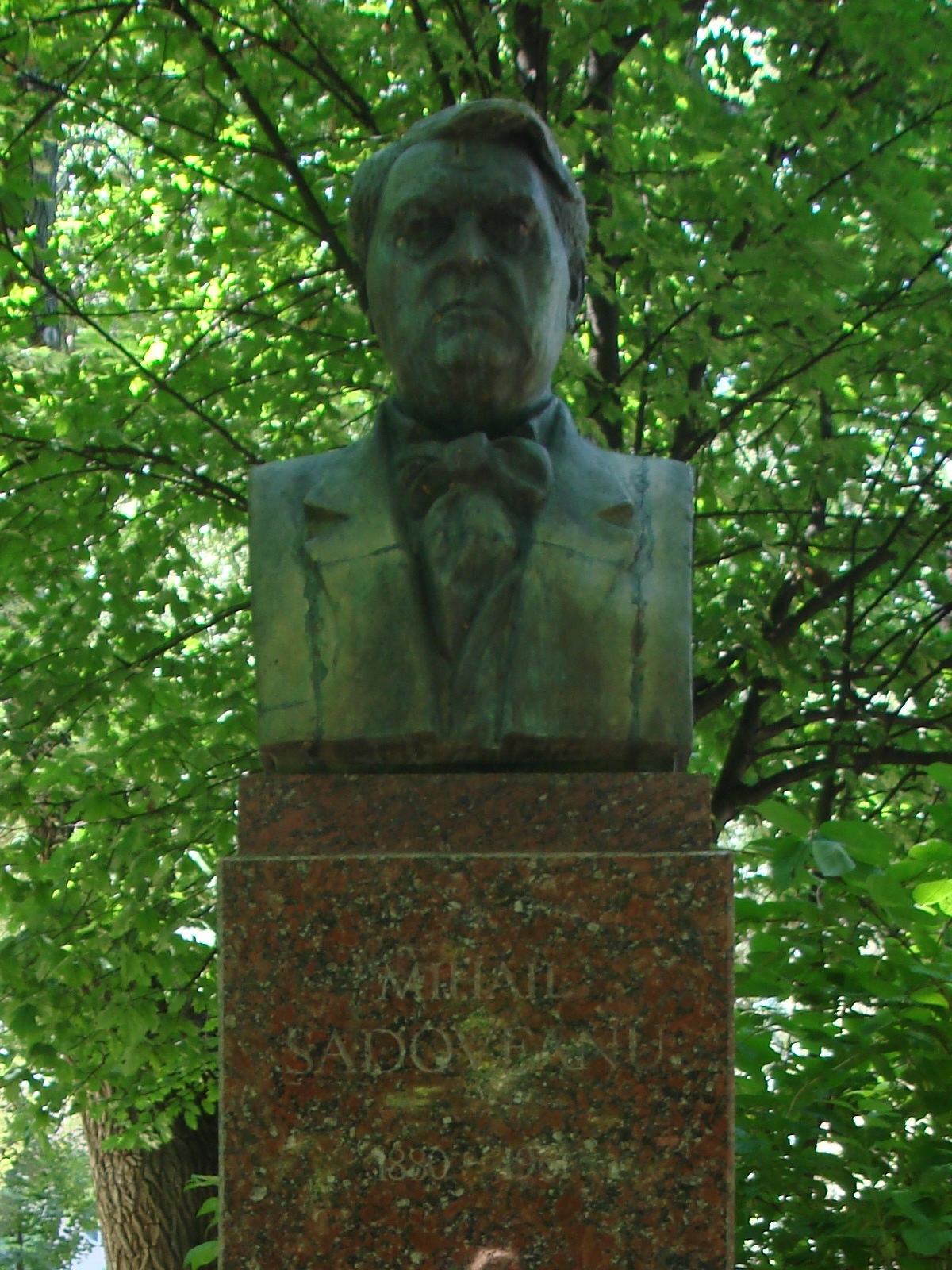
Büste Mihail Sadoveanus, Aleea Clasicilor, Kischinau
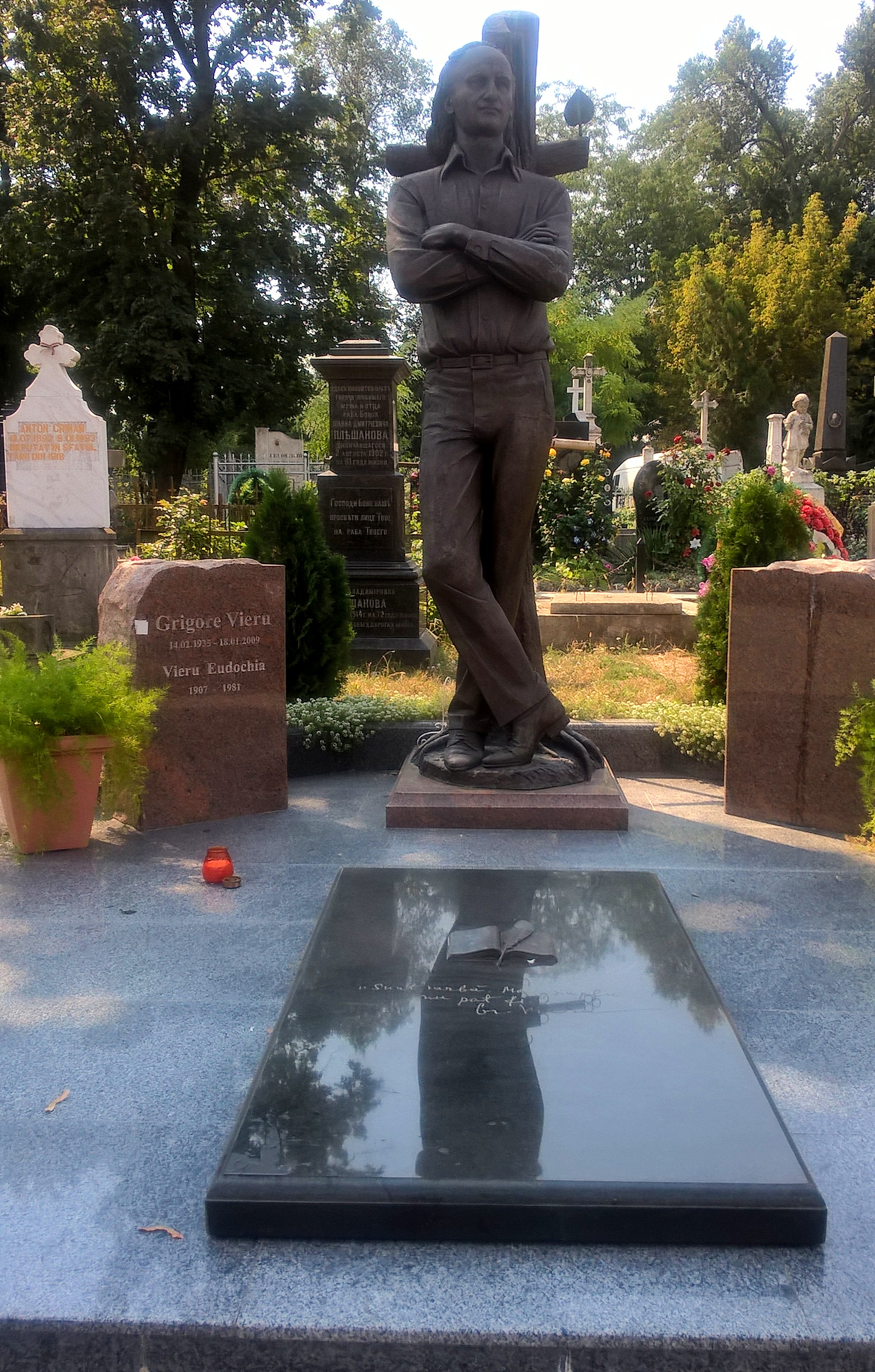
Grabmal Grigore Vierus, Zentralfriedhof Kischinau